# Opuntia santa-rita
Opuntia santarita es una especie fanerógama perteneciente a la familia Cactaceae. Nativas de Norteamérica en Arizona, y Nuevo México, México y Texas.

## Descripción
Opuntia santarita crece tupida y forma racimos con una altura de hasta 2 metros y un ancho de hasta 3 metros. Ocasionalmente se forman troncos cortos. Los cladodios son de color violeta-púrpura de 15 a 20 centímetros de largo y de ancho. Las  pequeñas areolas de 1.5 y 2.5 centímetros son marrones, y llevan un largo gloquidio de hasta 6 milímetros. Las espinas aciculares (a veces hay dos o tres), son rectas o ligeramente curvadas, flexibles y de color marrón rojizo a rosado. Su longitud es de 4 a 6,2 cm. Las flores son amarillas y alcanzan un diámetro de 7,5 a 9 centímetros. Las frutas son carnosas, de color rojo o rojo púrpura , lisos y de 2,5 a 4 cm de largo.

## Taxonomía
Opuntia santarita  fue descrita por (Griff. & Hare) Rose y publicado en Smithsonian Miscellaneous Collections 52(2): 195. 1908.
Etimología
Opuntia: nombre genérico  que proviene del griego usado por Plinio el Viejo para una planta que creció alrededor de la ciudad de Opus en Grecia.
santarita: epíteto geográfico que alude a su localización en "Santa Rita" en Nuevo México.
Sinonimia
- Opuntia gosseliniana
- Opuntia chlorotica var. santarita Griffiths & Hare
- Opuntia violacea var. santarita (Griffiths & Hare) L. Benson[3]